# Lijst van voetbalinterlands Congo-Brazzaville - Togo
Deze lijst van voetbalinterlands is een overzicht van alle officiële voetbalwedstrijden tussen de nationale teams van Congo-Brazzaville en Togo. De Afrikaanse landen hebben tot op heden elf keer tegen elkaar gespeeld. De eerste ontmoeting was een wedstrijd tijdens de Afrikaanse Spelen 1965 op 21 juli 1965 in Brazzaville. Het laatste duel, een kwalificatiewedstrijd voor het Wereldkampioenschap voetbal 2022, werd gespeeld op 12 oktober 2021 in de Congolese hoofdstad.

## Wedstrijden
| №  | Plaats      | Datum            | Competitie                   | Wedstrijd                | Uitslag |
| -- | ----------- | ---------------- | ---------------------------- | ------------------------ | ------- |
| 1  | Brazzaville | 21 juli 1965     | Afrikaanse Spelen 1965       | Congo-Brazzaville − Togo | 7 − 2   |
| 2  | Lomé        | 14 april 1981    | Vriendschappelijk            | Togo − Congo-Brazzaville | 2 − 1   |
| 3  | Lomé        | 24 maart 1983    | Vriendschappelijk            | Togo − Congo-Brazzaville | 0 − 2   |
| 4  | Brazzaville | 12 februari 1984 | Vriendschappelijk            | Congo-Brazzaville − Togo | 2 − 0   |
| 5  | Brazzaville | 11 augustus 1996 | Afrika Cup 1998 kwalificatie | Congo-Brazzaville − Togo | 0 − 0   |
| 6  | Lomé        | 25 augustus 1996 | Afrika Cup 1998 kwalificatie | Togo − Congo-Brazzaville | 1 − 0   |
| 7  | Libreville  | 28 november 1999 | Vriendschappelijk            | Congo-Brazzaville − Togo | 2 − 1   |
| 8  | Lomé        | 5 september 2004 | WK 2006 kwalificatie         | Togo − Congo-Brazzaville | 2 − 0   |
| 9  | Brazzaville | 8 oktober 2005   | WK 2006 kwalificatie         | Congo-Brazzaville − Togo | 2 − 3   |
| 10 | Lomé        | 9 oktober 2021   | WK 2022 kwalificatie         | Togo − Congo-Brazzaville | 1 − 1   |
| 11 | Brazzaville | 12 oktober 2021  | WK 2022 kwalificatie         | Congo-Brazzaville − Togo | 1 − 2   |

## Samenvatting
| Competitie              | Totaal gespeeld | Winst Congo-Brazzaville | Gelijk | Winst Togo | Doelsaldo Congo-Brazzaville – Togo |
| ----------------------- | --------------- | ----------------------- | ------ | ---------- | ---------------------------------- |
| WK-kwalificatie         | 4               | 0                       | 1      | 3          | 4 − 8                              |
| Afrika Cup-kwalificatie | 2               | 0                       | 1      | 1          | 0 − 1                              |
| Afrikaanse Spelen       | 1               | 1                       | 0      | 0          | 7 − 2                              |
| Vriendschappelijk       | 4               | 3                       | 0      | 1          | 7 − 3                              |
| Totaal                  | 11              | 4                       | 2      | 5          | 18 − 14                            |

Wedstrijden bepaald door strafschoppen worden, in lijn met de FIFA, als een gelijkspel gerekend.
FCF · 
Vrouwenelftal van Congo-Brazzaville
1960–1969 ·
1970–1979 ·
1980–1989 ·
1990–1999 ·
2000–2009 ·
2010–2019 ·
2020−2029
1960 ·
1961 ·
1962 ·
1963 ·
1964 · 
1965 ·
1966 · 
1967 ·
1968 · 
1969 ·
1970 · 
1971 ·
1972 · 
1973 ·
1974 · 
1975 · 
1976 ·
1977 · 
1978 ·
1979 ·
1979 · 
1980 ·
1980 · 
1981 ·
1982 ·
1983 ·
1984 · 
1985 ·
1986 · 
1987 ·
1988 · 
1989 ·
1990 · 
1991 ·
1992 · 
1993 ·
1994 · 
1995 ·
1996 · 
1997 ·
1998 · 
1999 ·
2000 · 
2001 ·
2002 · 
2003 ·
2004 · 
2005 · 
2006 ·
2007 · 
2008 ·
2009 · 
2010 · 
2011 ·
2012 · 
2013 · 
2014 ·
2015 ·
2016 ·
2017 ·
2018 ·
2019 ·
2020 ·
2021 ·
2022 ·
2023
Algerije ·
Angola ·
Benin ·
Burkina Faso ·
Burundi ·
Canada ·
Centraal-Afrikaanse Republiek ·
Congo-Kinshasa ·
Egypte ·
Equatoriaal-Guinea ·
Ethiopië ·
Gabon ·
Gambia ·
Ghana ·
Guinee ·
Guinee-Bissau ·
Ivoorkust ·
Kaapverdië ·
Kameroen ·
Kenia ·
Liberia ·
Libië ·
Madagaskar ·
Malawi ·
Mali ·
Marokko ·
Mauritanië ·
Mauritius ·
Mozambique ·
Namibië ·
Niger ·
Nigeria ·
Noord-Korea ·
Oeganda ·
Rwanda ·
Sao Tomé en Principe ·
Saoedi-Arabië ·
Senegal ·
Sierra Leone ·
Soedan ·
Swaziland ·
Tanzania ·
Thailand ·
Togo ·
Tsjaad ·
Tunesië ·
Zambia ·
Zimbabwe ·
Zuid-Afrika ·
Zuid-Soedan
FTF · Selecties · Togolees vrouwenelftal
1950 – 1959 · 
1960 – 1969 · 
1970 – 1979 · 
1980 – 1989 · 
1990 – 1999 · 
2000 – 2009 · 
2010 – 2019 ·
2020 − 2029
WK 2006
Algerije ·
Angola ·
Bahrein ·
Benin ·
Botswana ·
Bukina Faso ·
Centraal-Afrikaanse Republiek ·
Chili ·
Comoren ·
Congo-Bazzaville ·
Congo-Kinshasa ·
Denemarken ·
Djibouti ·
Egypte ·
Equatoriaal-Guinea ·
Ethiopië ·
Frankrijk ·
Gabon ·
Gambia ·
Ghana ·
Guinee ·
Guinee-Bissau ·
Iran ·
Ivoorkust ·
Japan ·
Kaapverdië ·
Kameroen ·
Kenia ·
Lesotho ·
Liberia ·
Libië ·
Liechtenstein ·
Luxemburg ·
Madagaskar ·
Malawi ·
Mali ·
Marokko ·
Mauritanië ·
Mauritius ·
Mozambique ·
Namibië ·
Niger ·
Nigeria ·
Oeganda ·
Oman ·
Paraguay ·
Rwanda ·
Sao Tomé en Principe ·
Saoedi-Arabië ·
Senegal ·
Sierra Leone ·
Soedan ·
Swaziland ·
Tsjaad ·
Tunesië ·
Verenigde Arabische Emiraten ·
Zambia ·
Zimbabwe ·
Zuid-Korea ·
Zuid-Soedan ·
Zwitserland
Frankrijk (2006) · 
Zuid-Korea (2006) · 
Zwitserland (2006)